# Kenny Bolin
Kenny Bolin (St. Petersburg, 16 de março de 1960) é um manager de wrestling profissional, mais conhecido por liderar um grupo heel na Ohio Valley Wrestling, conhecido como Bolin Services. Apesar de ser atualmente comentarista na OVW, Bolin também comanda o Bolin Services.
Dentre os principais membros do "Bolin Services", destacam-se: Lance Cade, John Cena, Christian Cage, Carlito, Nick Dinsmore, Mark Henry, Blaster Lashley, Mike Mizanin, Gene Mondo e Justin La Roche.
Como o manager desses lutadores, o "Bolin Services" conquistou por 13 vezes o OVW Heavyweight Championship, por 1 vez o OVW Television Championship, por 19 vezes o OVW Southern Tag Team Championship e por 1 vez o OVW Hardcore Championship.